# 伊達紋別駅
伊達紋別駅（だてもんべつえき）は北海道伊達市山下町にある北海道旅客鉄道（JR北海道）室蘭本線の駅である。駅番号はH38。電報略号はタテ。事務管理コードは▲130307。特急「北斗」（2号を除く）停車駅であり、かつては胆振線の分岐駅でもあった。

## 概要
伊達市の代表駅であり、1925年（大正14年）8月20日、国有鉄道長輪東線（現在の室蘭本線）の駅として開設された。1940年（昭和15年）12月15日に胆振縦貫鉄道（後の胆振線）が開業し、同線との分岐駅となった。1986年（昭和61年）11月1日に胆振線が廃止された後は、室蘭本線の単独駅となっている。駅名は当駅の所在する地名が由来であり、伊達の名は伊達成実の後裔である亘理伊達氏当主・伊達邦成とその家臣団が1870年（明治3年）に入植したことから付けられた。1900年（明治33年）に伊達村となる前の地名は紋鼈（もんべつ）であり、字を紋別と変えて伊達と併せ駅名に採用した。

## 歴史

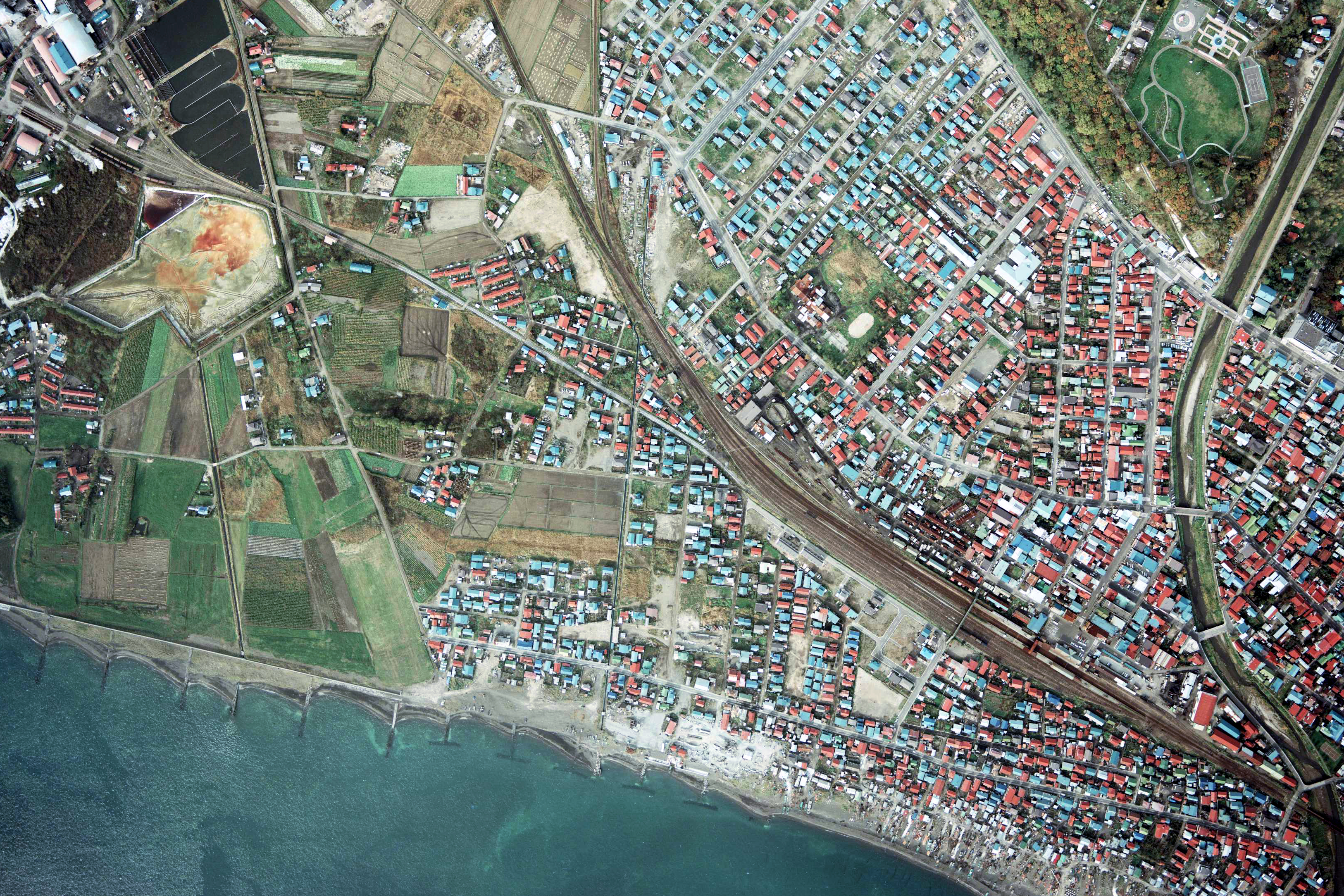
1976年の伊達紋別駅と周囲約1.5 km×1 km範囲。右が東室蘭方面。左は上へ右側が胆振線京極方面、その左側が室蘭本線長万部方面、駅裏から左上端に見える北海道糖業道南製糖所への専用線。駅舎側ホームは左側に胆振線、右側に貨物ホームへの貨物線が引きこまれて、両側で切欠き状になっており、胆振線ホームには2両のディーゼルカーの姿が見える。その左手駅表には胆振線用の転車台と小型の矩形車庫が残されている。

- 1925年（大正14年）8月20日：国有鉄道長輪東線の輪西駅（現・東室蘭駅） - 当駅間開通に伴い開業[1]。一般駅[1]。
- 1928年（昭和3年）9月10日：長輪西線の静狩駅 - 当駅間開通に伴って長輪東線と長輪西線を統合し、線路名を「長輪線」と改称し、同線の駅（中間駅）となる。
- 1931年（昭和6年）4月1日：長輪線が室蘭本線に編入となり、同線の駅となる。
- 1940年（昭和15年）12月15日：胆振縦貫鉄道開業[3]。
- 1944年（昭和19年）7月1日：「戦時買収私鉄」指定により胆振縦貫鉄道が国有化されて胆振線となる[3]。室蘭機関区伊達紋別支区設置。
- 1949年（昭和24年）6月1日：「日本国有鉄道法」施行に伴い、日本国有鉄道（国鉄）が継承。
- 1954年（昭和29年）8月9日：昭和天皇、香淳皇后が洞爺湖、昭和新山に行幸啓。伊達紋別駅発 - 東室蘭駅着のお召し列車が運転[7]。
- 1958年（昭和33年）9月1日：室蘭機関区伊達紋別支区廃止。
- 1959年（昭和34年）10月：台糖（後の北海道糖業）道南製糖所操業開始に伴い、専用線使用開始[注 1]。
- 1967年（昭和42年）2月1日：室蘭機関区伊達紋別支区設置。
- 1970年（昭和45年）10月1日：室蘭機関区伊達紋別支区廃止。
- 1978年（昭和53年）：みどりの窓口開設。
- 1985年（昭和60年）3月14日：荷物取扱い廃止[1]。
- 1986年（昭和61年）10月31日：胆振線廃止[3][8]。貨物取扱い廃止[1]。
- 1987年（昭和62年）4月1日：国鉄分割民営化に伴い、北海道旅客鉄道（JR北海道）が継承[1]。
- 2007年（平成19年）10月1日：駅ナンバリング実施[9]。
- 2014年（平成26年）8月30日：ダイヤ改正に伴い、特急「北斗」・「スーパー北斗」全列車停車[10]。
- 2015年（平成27年）3月13日：寝台特急「トワイライトエクスプレス」の廃止により、当駅を通過する特急列車がなくなる。
- 2017年（平成29年）3月：構内売店（キヨスク）閉店。
- 2018年（平成30年）3月28日：駅ホーム連絡通路を兼ねた自由通路開通[11]。

## 駅構造
単式ホーム・島式ホーム複合型の2面3線を有する地上駅。互いのホームは中央部分に位置する跨線橋で連絡している。他の駅とは異なり、3番線側に改札口がある。
社員配置駅で、みどりの窓口、話せる券売機を設置している。駅舎は開業時のものを手直しして利用しており、外観は白壁、こげ茶色の柱、梁を有し、天井は大型枡格天井となっている駅スタンプも設置している。
伊達市は当駅の西側にある老朽化した階段式人道橋の架け替えに伴い、当駅ホームへの連絡通路を兼ねた歩行者用の陸橋（自由通路）を建設することを北海道旅客鉄道（JR北海道）に提案。JR側もこれを承諾して2015年（平成27年）11月に着工し、2018年（平成30年）3月28日に開通した。駅舎がある山下地区と海側の西浜地区を結ぶ市道であり、長さ40.4 m、幅3 mの跨線橋となっている。従来の陸橋より駅寄りにあり、駅舎がある山下地区に北棟、海側の西浜地区に南棟を配置し、自転車と一緒に搭乗可能なエレベーターをそれぞれ1基ずつ設置している。また、高齢住民が津波などの一時避難場所として使用することを想定しており、防犯カメラも設置している。
ホーム連絡通路は長さ26.8 m、幅2 m。南北のホームにエレベーターを設置することで駅のバリアフリー化を実現した。北棟のエレベーターはホーム連絡通路との共用で、一般歩行者と列車乗降客が交互に使う方式を北海道内で初めて採用しており、ホーム連絡通路と自由通路の2方向に扉が開く仕組みになっている。

### のりば
駅舎側より記載。
| 番線 | 路線      | 方向 | 行先             |
| ---- | --------- | ---- | ---------------- |
| 3    | ■室蘭本線 | 下り | 東室蘭・札幌方面 |
| 2・1 | ■室蘭本線 | 上り | 長万部・函館方面 |

（出典：JR北海道:駅の情報検索）
3番（旧1番）のりば長万部方先端部（駅舎横）に残る切欠きホームの跡（旧0番のりば）が胆振線の名残である。旧胆振線の一部の線路、機関庫は保線車両の留置線の一部に転用されている。
かつては島式ホームの外側（海側）に貨物用などの多数の側線（1983年度（昭和58年）時点で6本）、長万部方に延びる1本の専用線、また駅舎側にも岩見沢方から分岐し駅舎側ホーム南側部分に存在する切欠きホームへと至る2本の貨物側線を有した。これらは1993年（平成5年）時点で上記保線車両留置線及び安全側線を除き撤去されている。

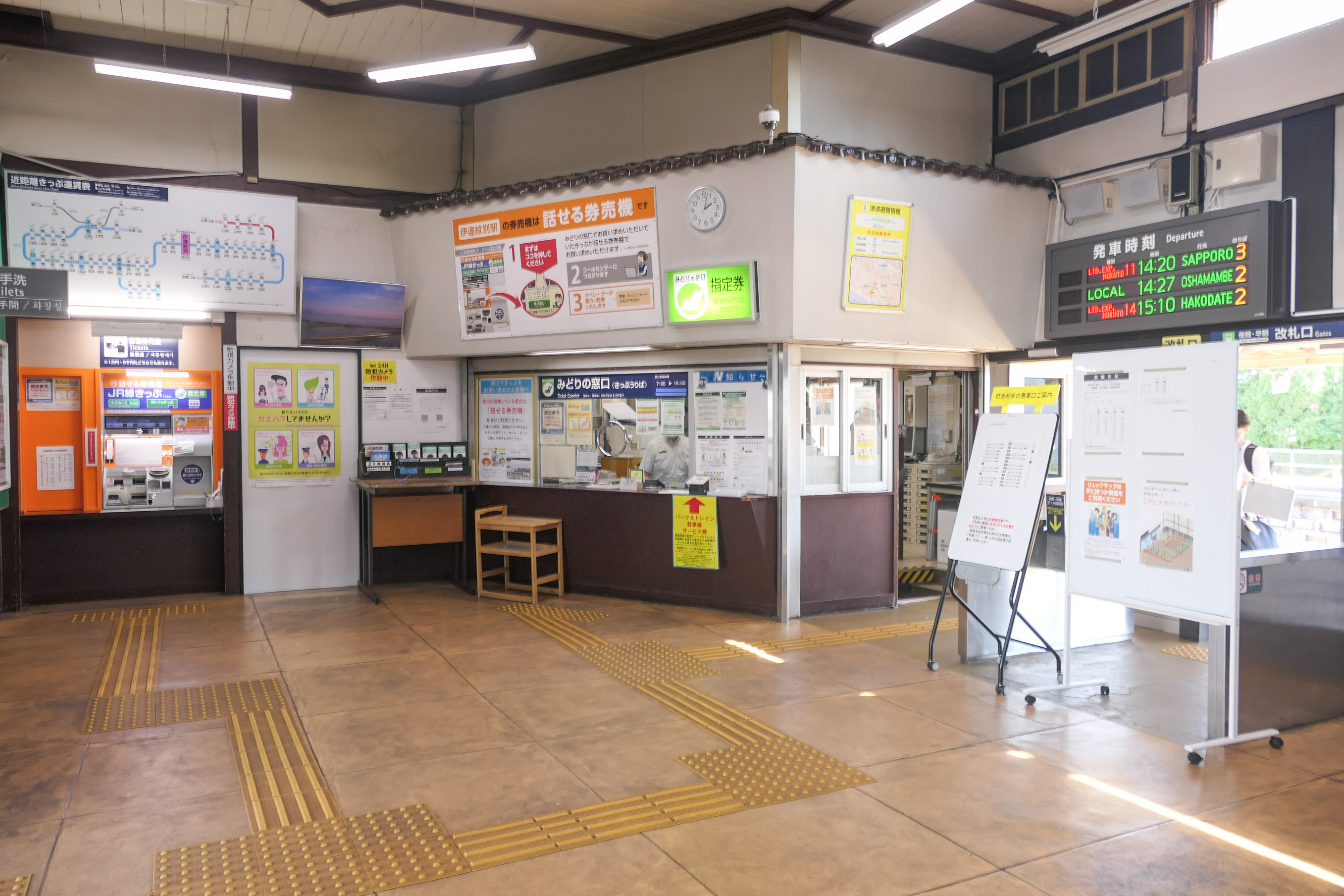
改札口と切符売り場（2025年8月）
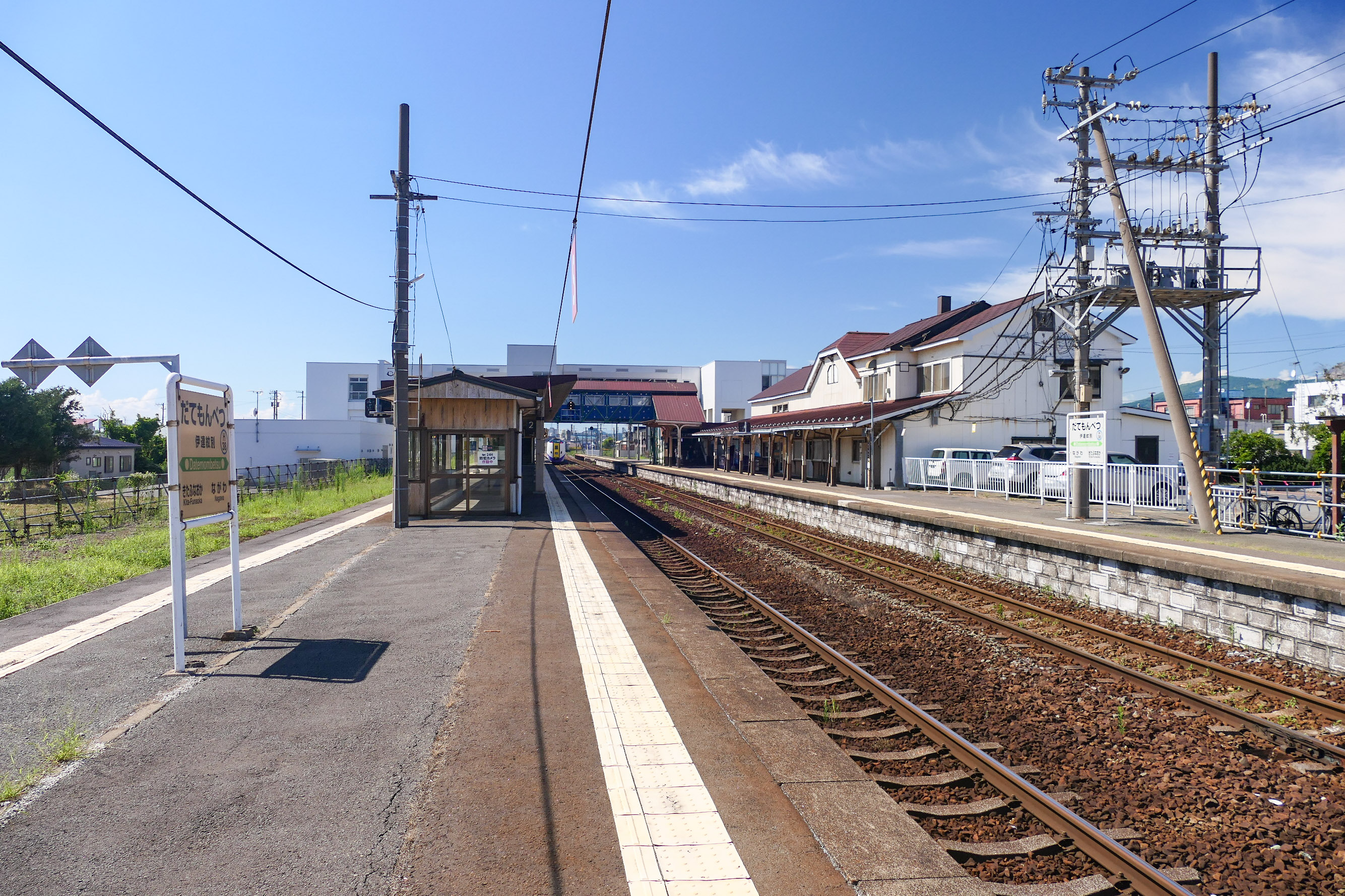
駅構内（2025年8月）
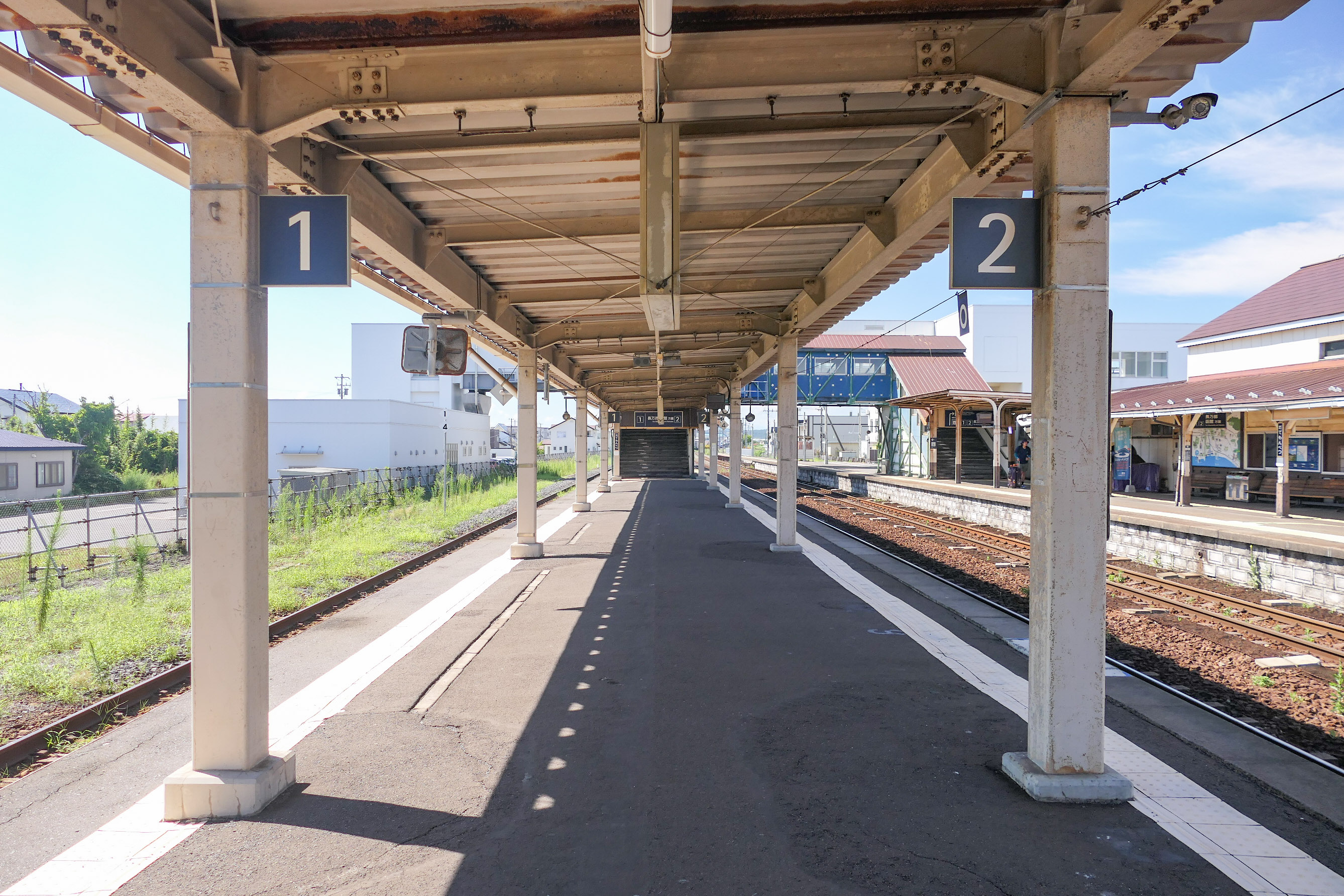
1・2番線ホーム（2025年8月）
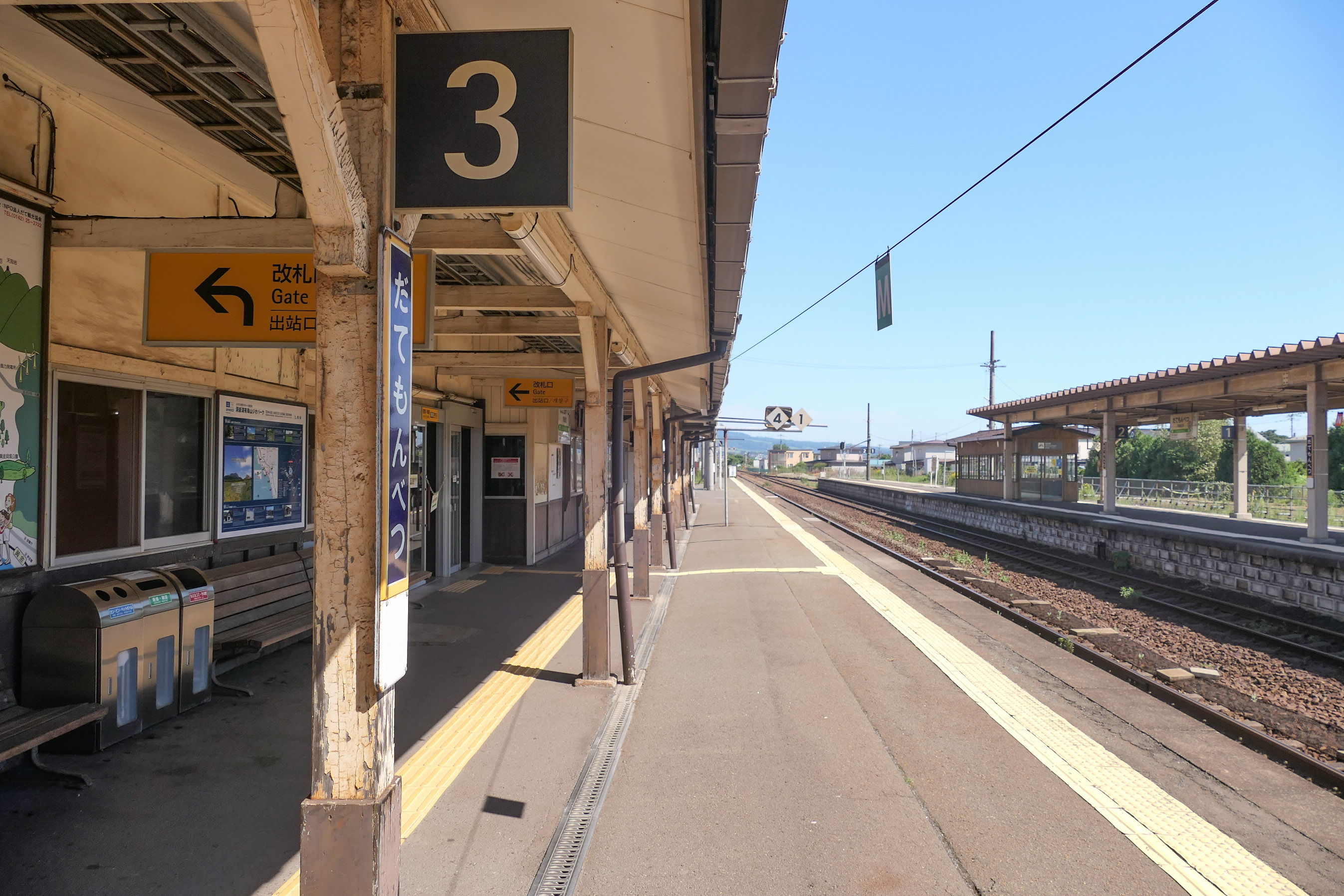
3番線ホーム（2025年8月）
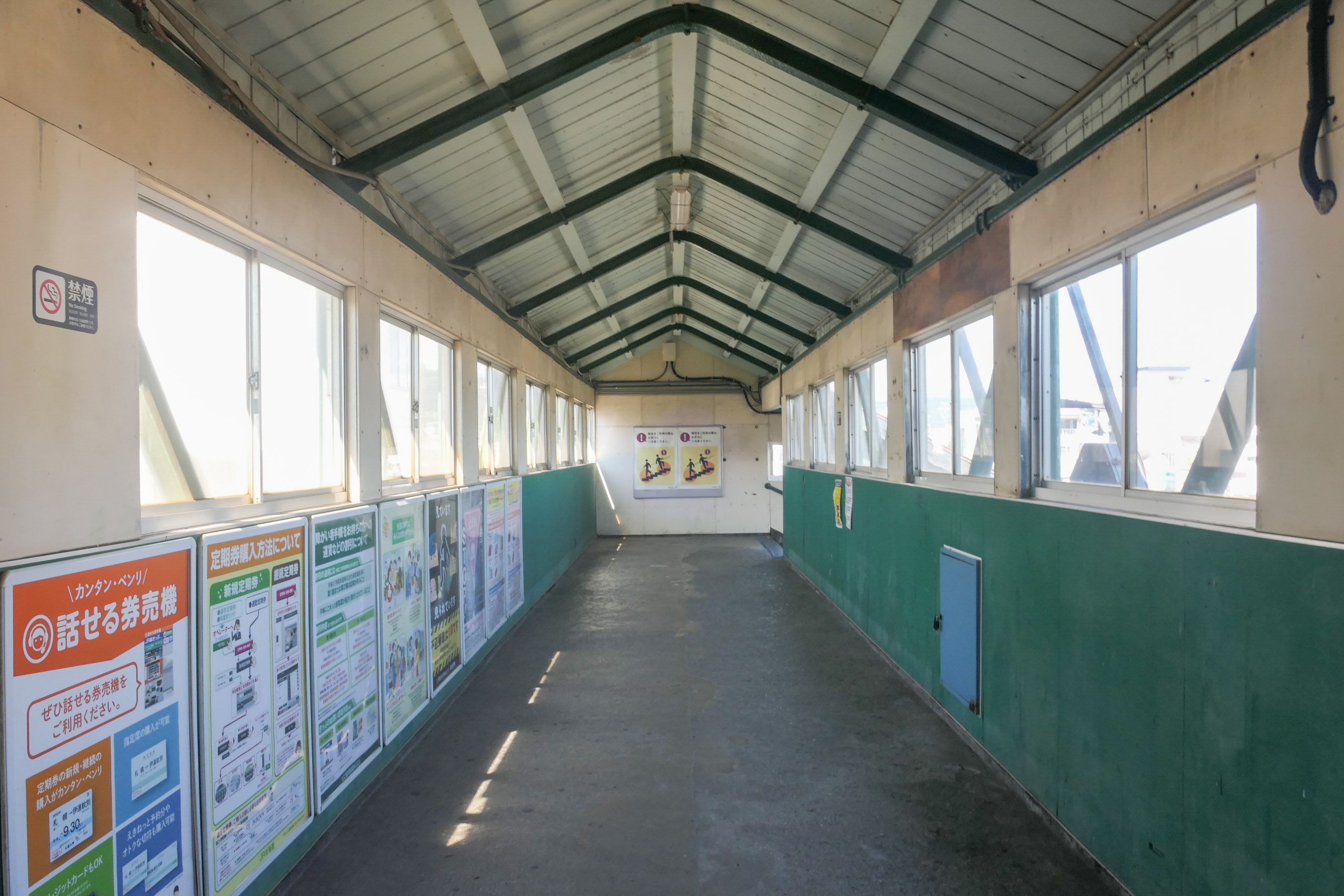
跨線橋内（2025年8月）
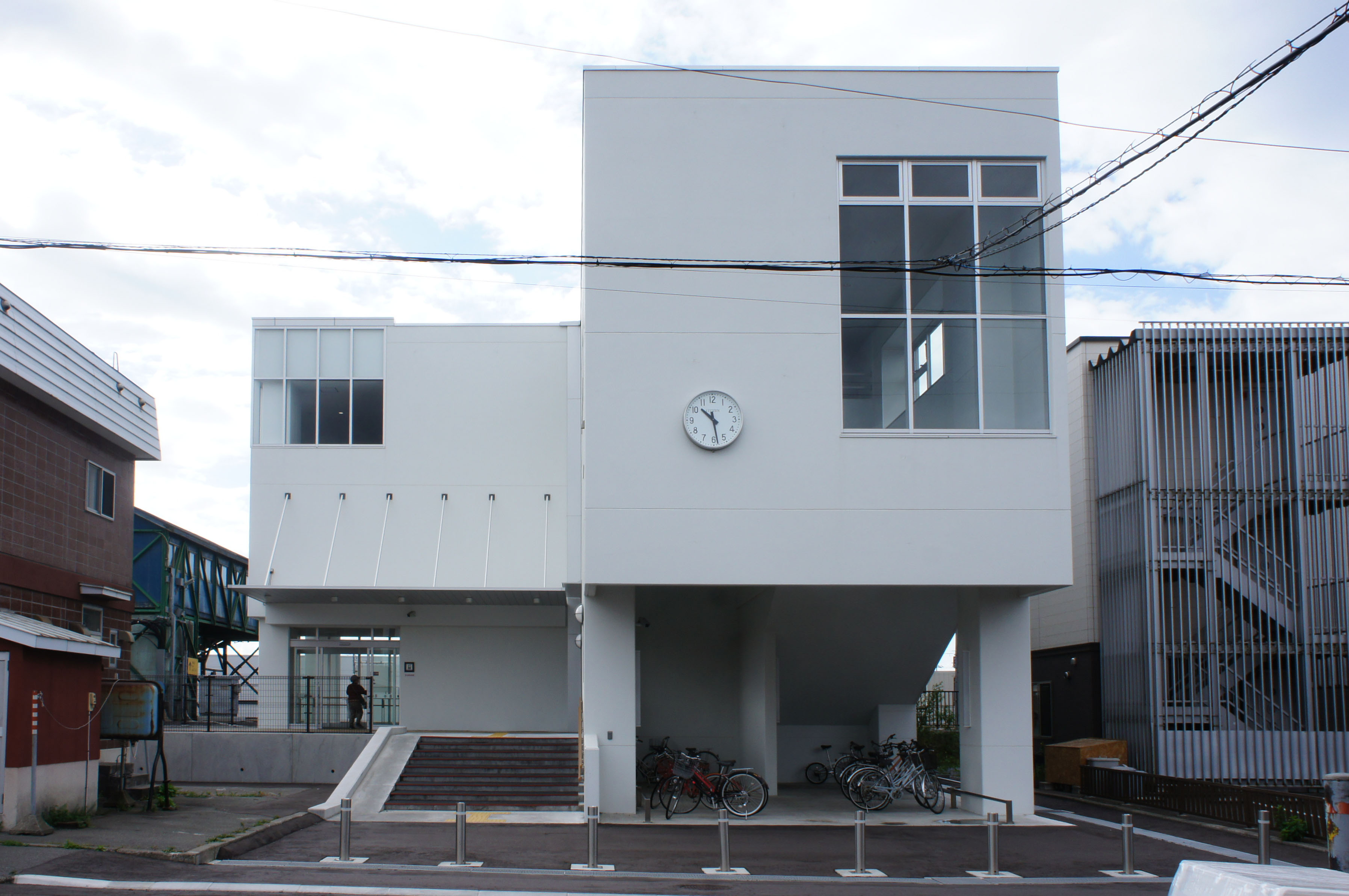
自由通路外観（2018年10月）
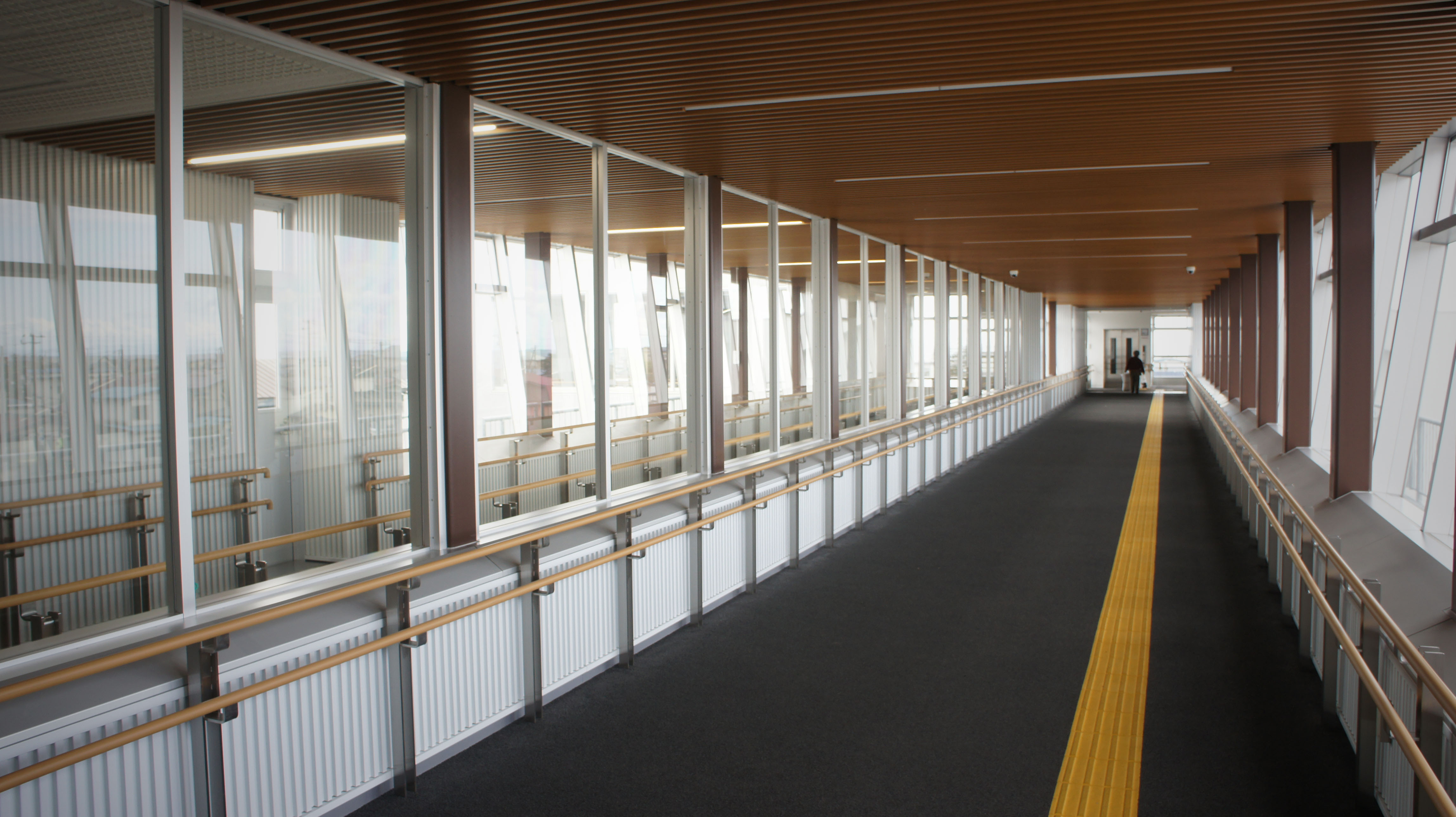
自由通路内（2018年10月）
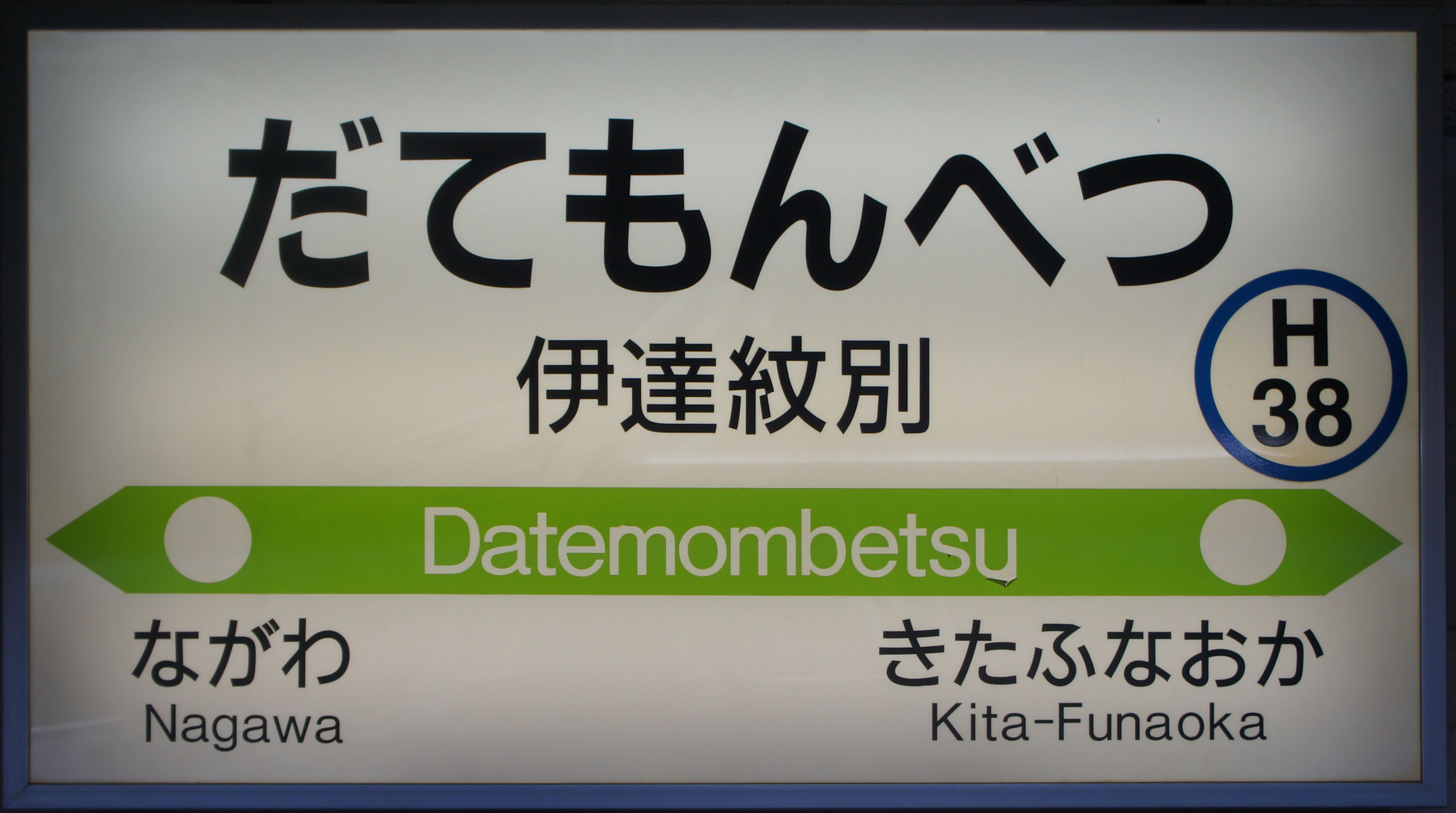
駅名標（2017年9月）

## 利用状況
「伊達市統計書」によると、2020年（令和2年）度の1日平均乗降人員は958人であった。
近年の推移は下記の通りである。
| 年度               | 1日平均 乗降人員 | 出典    |
| ------------------ | ---------------- | ------- |
| 1981年（昭和56年） | 2,027            | [ 6 ]   |
| ：                 |                  |         |
| 1992年（平成04年） | 2,810            | [ 14 ]  |
| ：                 |                  |         |
| 2009年（平成21年） | 1,360            | [ * 2 ] |
| 2010年（平成22年） | 1,360            | [ * 2 ] |
| 2011年（平成23年） | 1,340            | [ * 2 ] |
| 2012年（平成24年） | 1,322            | [ * 2 ] |
| 2013年（平成25年） | 1,160            | [ * 2 ] |
| 2014年（平成26年） | 1,146            | [ * 2 ] |
| 2015年（平成27年） | 1,029            | [ * 3 ] |
| 2016年（平成28年） | 1,020            | [ * 3 ] |
| 2017年（平成29年） | 981              | [ * 3 ] |
| 2018年（平成30年） | 867              | [ * 1 ] |
| 2019年（令和元年） | 796              | [ * 1 ] |
| 2020年（令和02年） | 958              | [ * 1 ] |

## 駅周辺
伊達市中心部への玄関口であり、伊達漁港、イオン伊達店、伊達市役所、伊達赤十字病院、総合公園だて歴史の杜、北海道伊達開来高等学校などの最寄駅になっている。
- 伊達警察署駅前交番
- 伊達駅前郵便局
- ビジネスホテルキャッスル
- ウロコ山下店
- ステーションホテルサンガ

## バス路線
かつてはJR北海道バスが伊達線を運行していたが、1996年（平成8年）に撤退して道南バスに路線を移譲した。駅前には「伊達駅前」バス停留所があり、伊達市内線、室蘭方面、壮瞥・大滝方面（旧胆振線のバス代行路線）、洞爺湖温泉、豊浦方面への郊外線が発着している。

## 隣の駅
北海道旅客鉄道（JR北海道）
■室蘭本線

長和駅 (H39) - 伊達紋別駅 (H38) - 北舟岡駅 (H37)

### かつて存在した路線
日本国有鉄道（国鉄）
胆振線
伊達紋別駅 - 上長和駅